# Les Roches-de-Condrieu
Les Roches-de-Condrieu ist eine französische Gemeinde mit 2.031 Einwohnern (Stand: 1. Januar 2022) in der Region Auvergne-Rhône-Alpes. Sie gehört zum Arrondissement Vienne, zum Kanton Vienne-2 sund zum Gemeindeverband Pays Roussillonnais. Die Einwohner werden Rochelois(es) genannt.

## Geographie
Die Gemeinde Les Roches-de-Condrieu liegt in der Landschaft Dauphiné am linken Ufer einer Flussschleife der Rhône, die hier die Grenze zum Département Rhône markiert. Umgeben wird Les Roches-de-Condrieu von den Nachbargemeinden Condrieu im Norden, Saint-Clair-du-Rhône im Osten und Süden sowie Vérin im Westen. Durch die Gemeinde führt die Bahnstrecke Paris–Marseille.

## Bevölkerungsentwicklung
| Jahr                       | 1962 | 1968 | 1975 | 1982 | 1990 | 1999 | 2006 | 2012 | 2021 |
| -------------------------- | ---- | ---- | ---- | ---- | ---- | ---- | ---- | ---- | ---- |
| Einwohner                  | 1297 | 1534 | 1576 | 1728 | 1836 | 1819 | 1912 | 1994 | 2007 |
| Quellen: Cassini und INSEE |      |      |      |      |      |      |      |      |      |

## Sehenswürdigkeiten

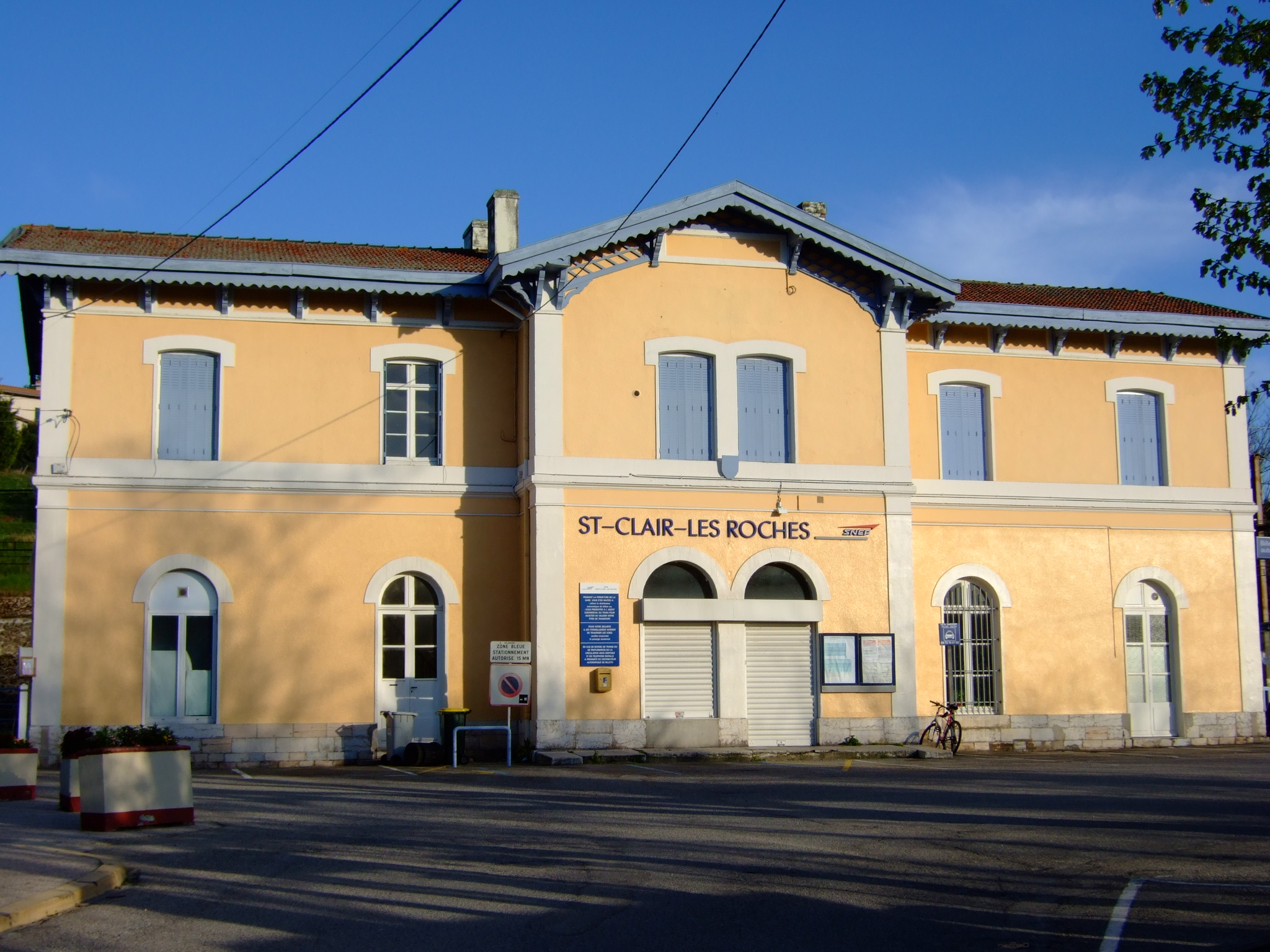
Bahnhof Saint-Clair−Les Roches

- Kirche Saint-Nicolas
- Markthalle aus dem Jahr 1834

## Wirtschaft
Im Südwesten der Gemeinde an der Rhône befindet sich ein großes Areal mit mehreren Chemiebetrieben. Die Chemieplattform „Roches – Roussillon“ ist Teil der Industrieplattform „Rhône-Alpes Chemistry Valley“. Hier werden hauptsächlich Grundchemikalien hergestellt und zahlreiche Chemiestandorte in der Region Rhône-Alpes beliefert. 

## Gemeindepartnerschaft
Mit der italienischen Gemeinde Cerisano in der Provinz Cosenza (Kalabrien) besteht seit 2009 eine Partnerschaft.

## Persönlichkeiten
- Paul Froment (1875–1898), Dichter mit dem Schwerpunkt okzitanischer Lyrik